# Odenplan (métro de Stockholm)
Odenplan est une station de la ligne verte du métro de Stockholm, sur le tronc commun des circulations T17, T18 et T19. Elle est située dans le quartier de Vasastan dans le centre-ville de Stockholm, en Suède.

## Situation sur le réseau

Plan du métro.

Établie en souterrain, la station Odenplan de la ligne verte du métro de Stockholm est située sur le tronc commun central entre : la station Sankt Eriksplan, en direction des terminus ouest : Åkeshov (T17), Alvik (T18) et Hässelby Strand (T19) ; et la station Rådmansgatan, en direction des terminus sud-est, sud et sud-ouest : Skarpnäck (T17), Farsta strand (T18) et Hagsätra (T19).

## Histoire
La station Odenplan, située à environ neuf mètres de profondeur, est mise en service le 26 octobre 1952, lors de l'ouverture à l'exploitation du prolongement ouest de Kungsgatan (renommée depuis Hötorget) au terminus provisoire de Vällingby du métro de Stockholm. C'est à Odenplan qu'a lieu l'inauguration de la section en présence du prince Bertil.
Le deuxième accès, située au nord de la station au 24 Karlbergsvägen, est ouverte le 22 décembre 1961. 

## Services aux voyageurs

### Accès et accueil
La station dispose de deux accès.

Installations
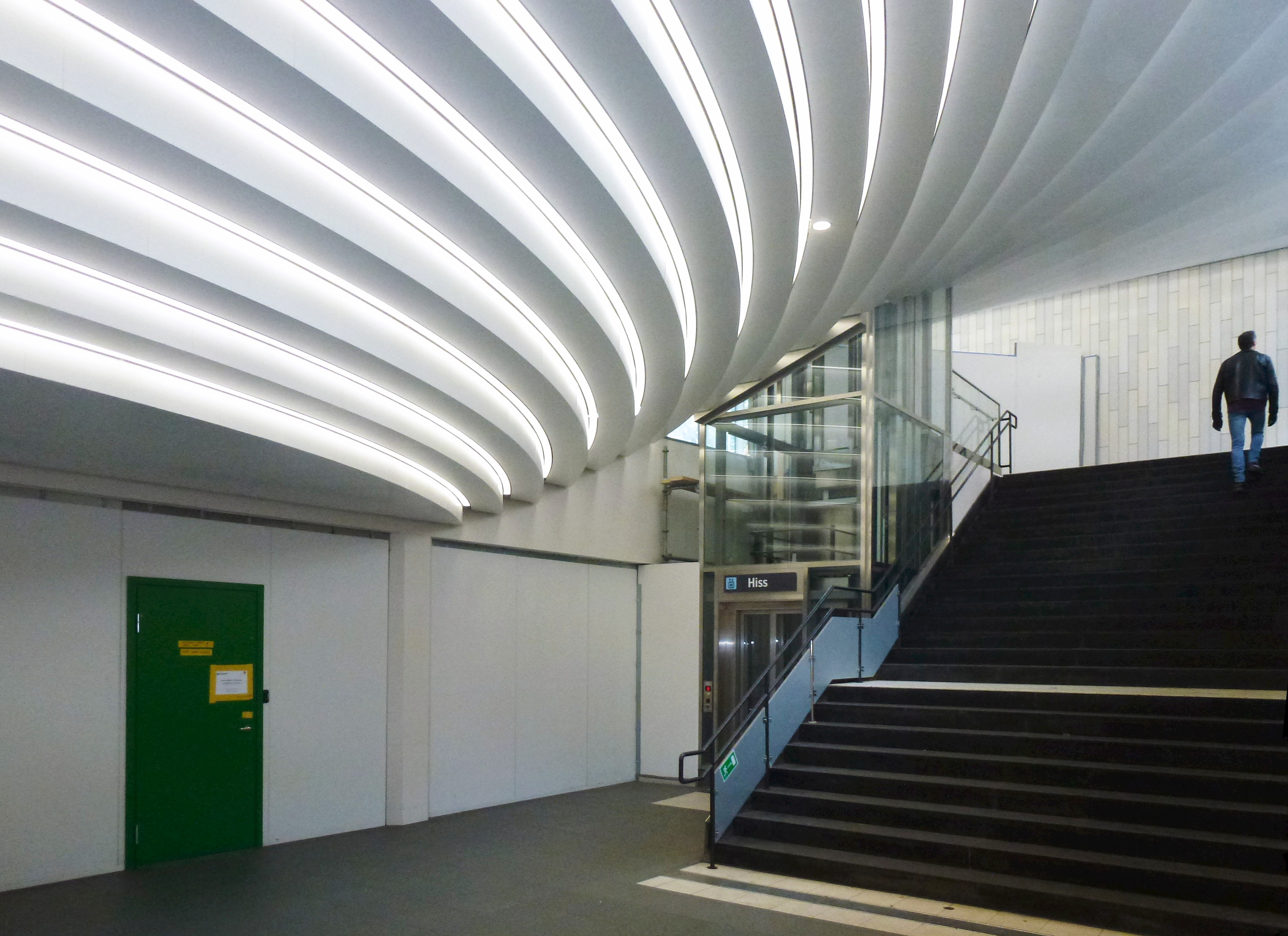
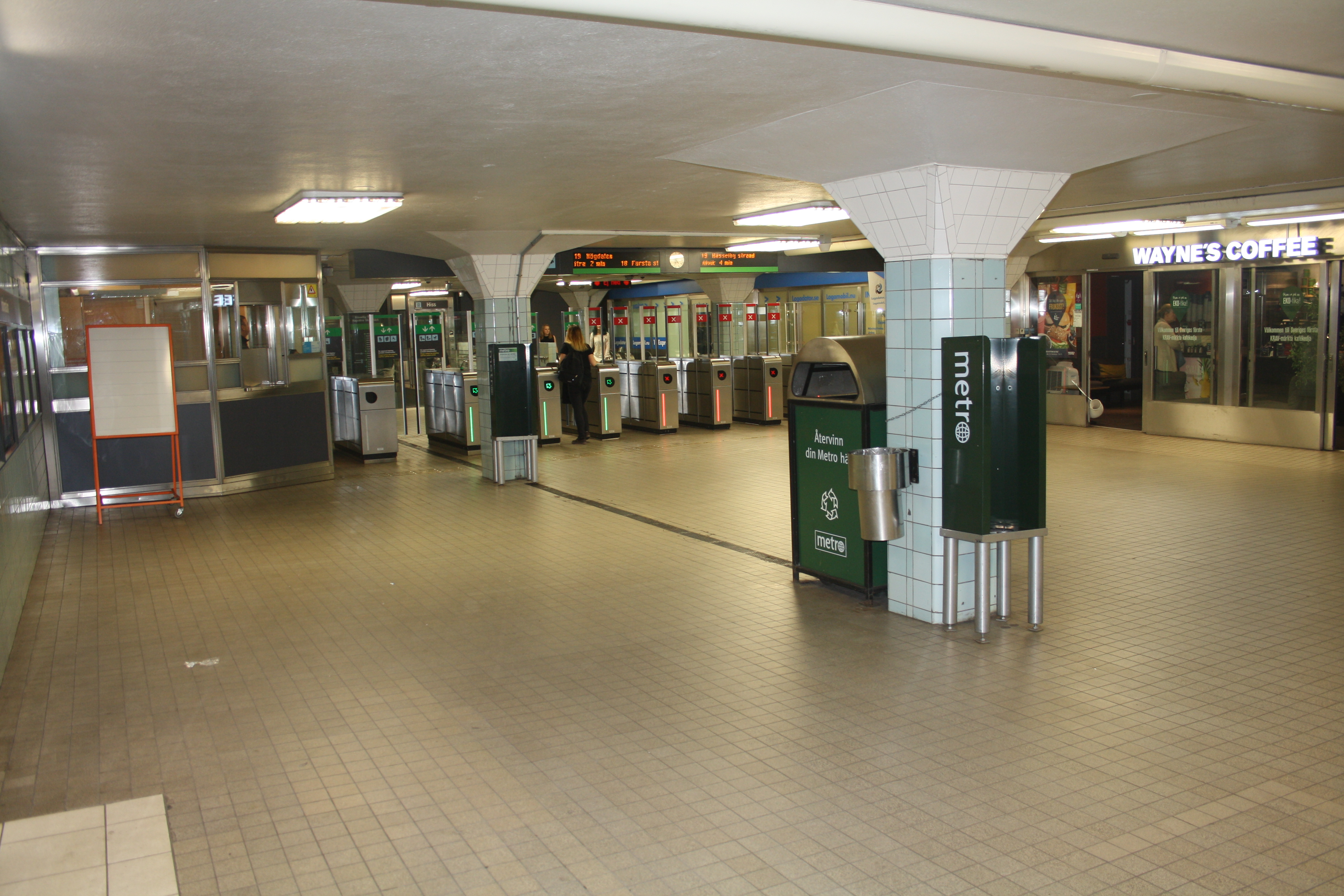
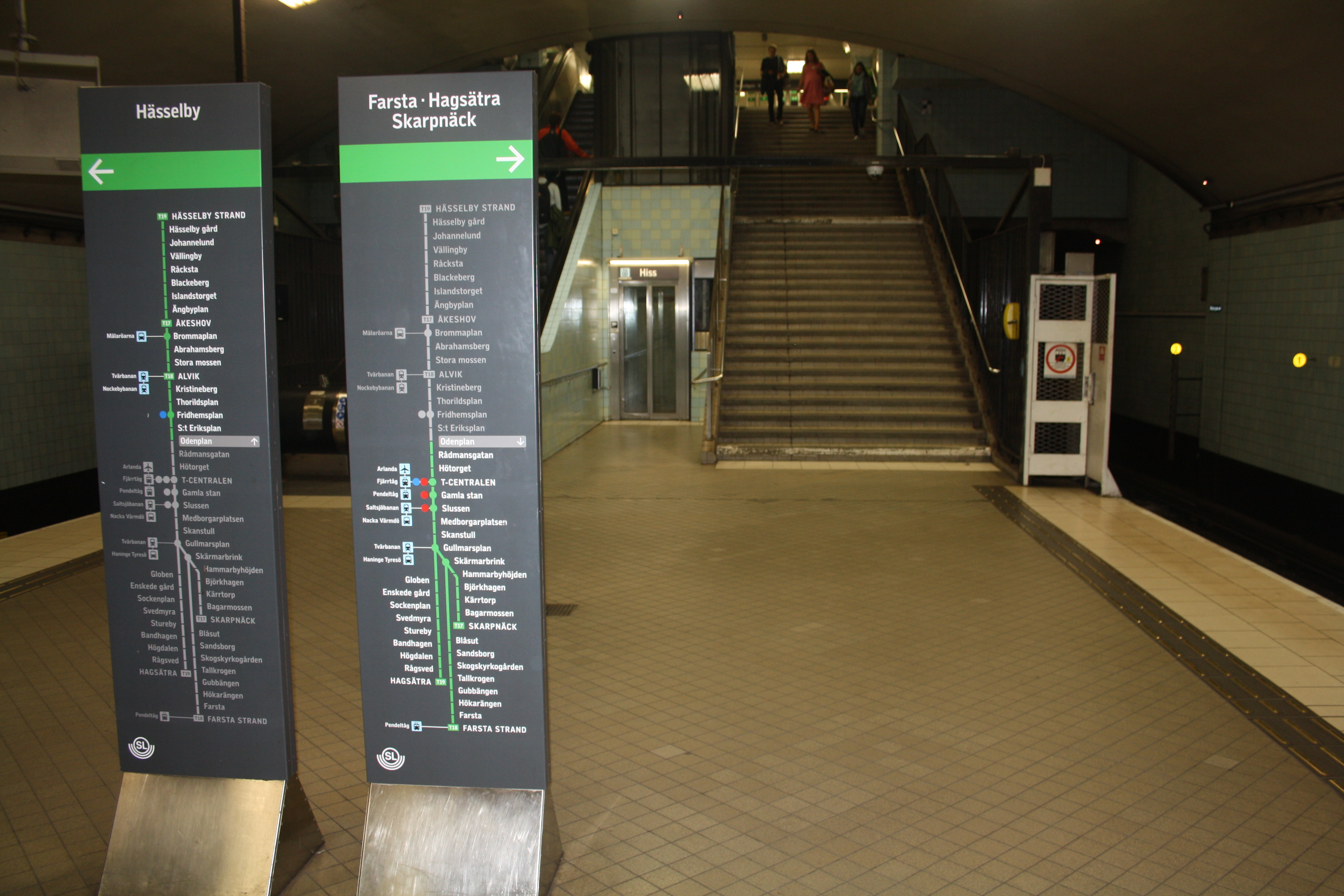

### Desserte
Elle est desservie par les rames des circulations T17, T18 et T19 de la ligne verte.

Installations et desserte
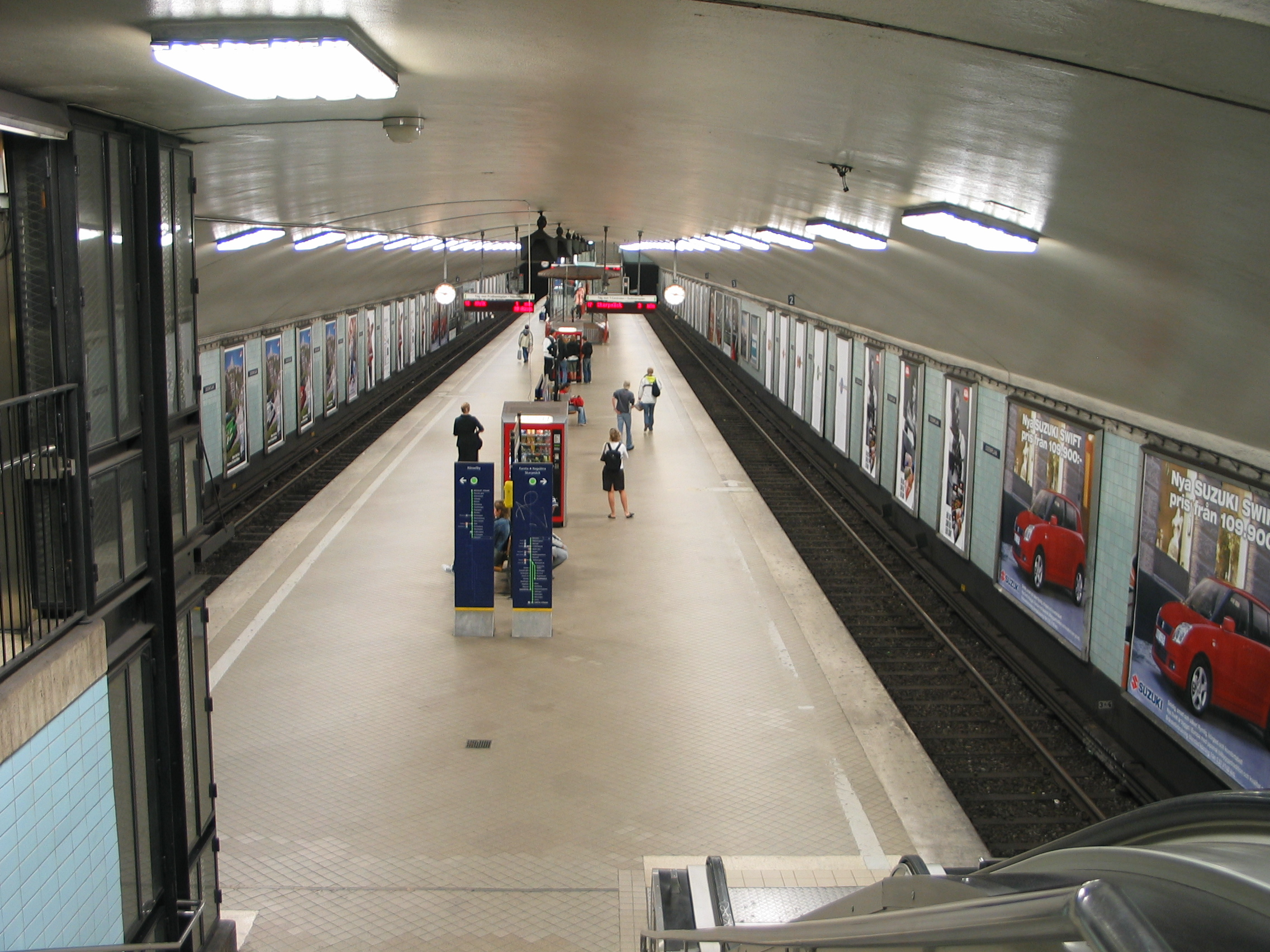
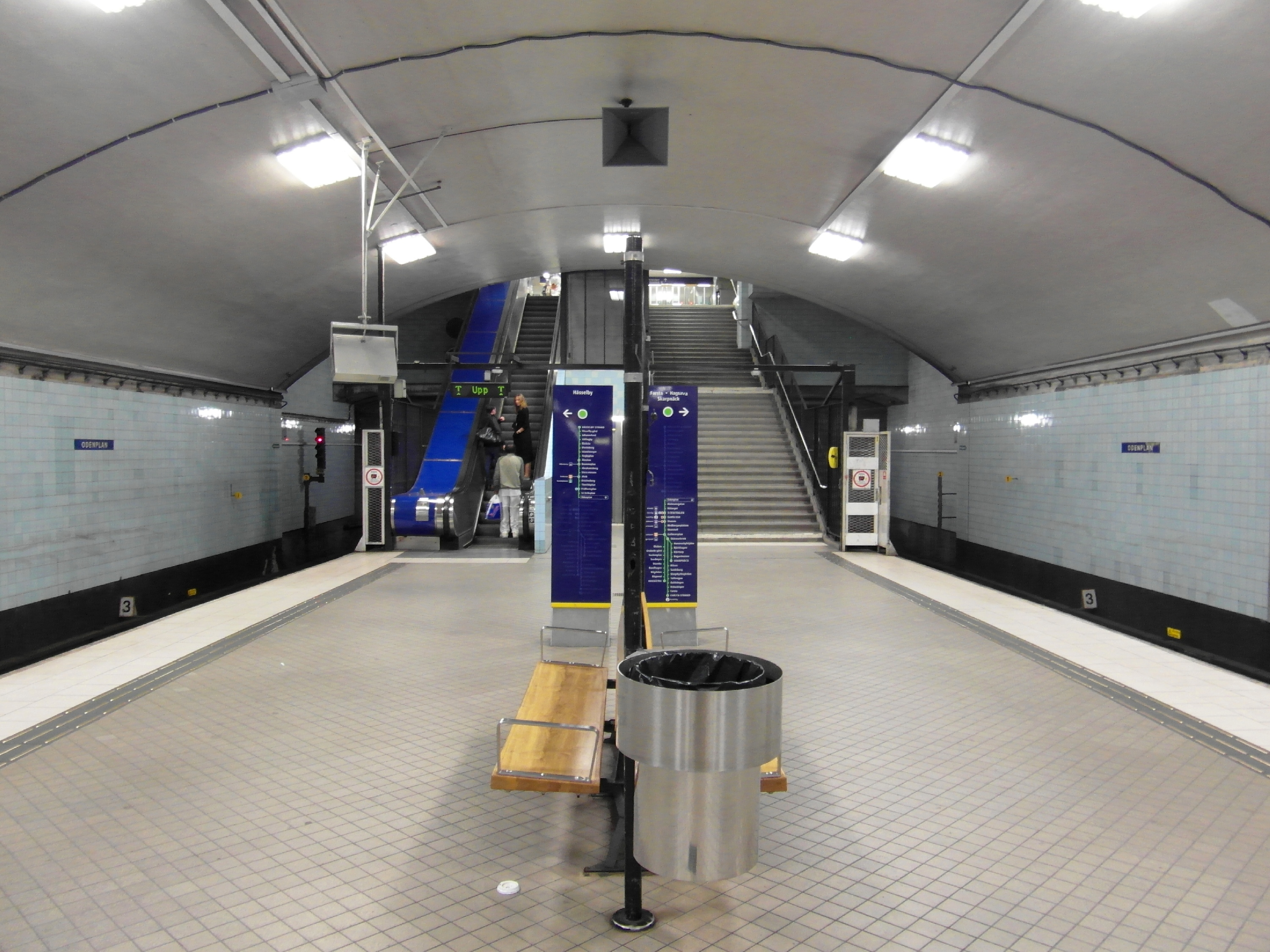
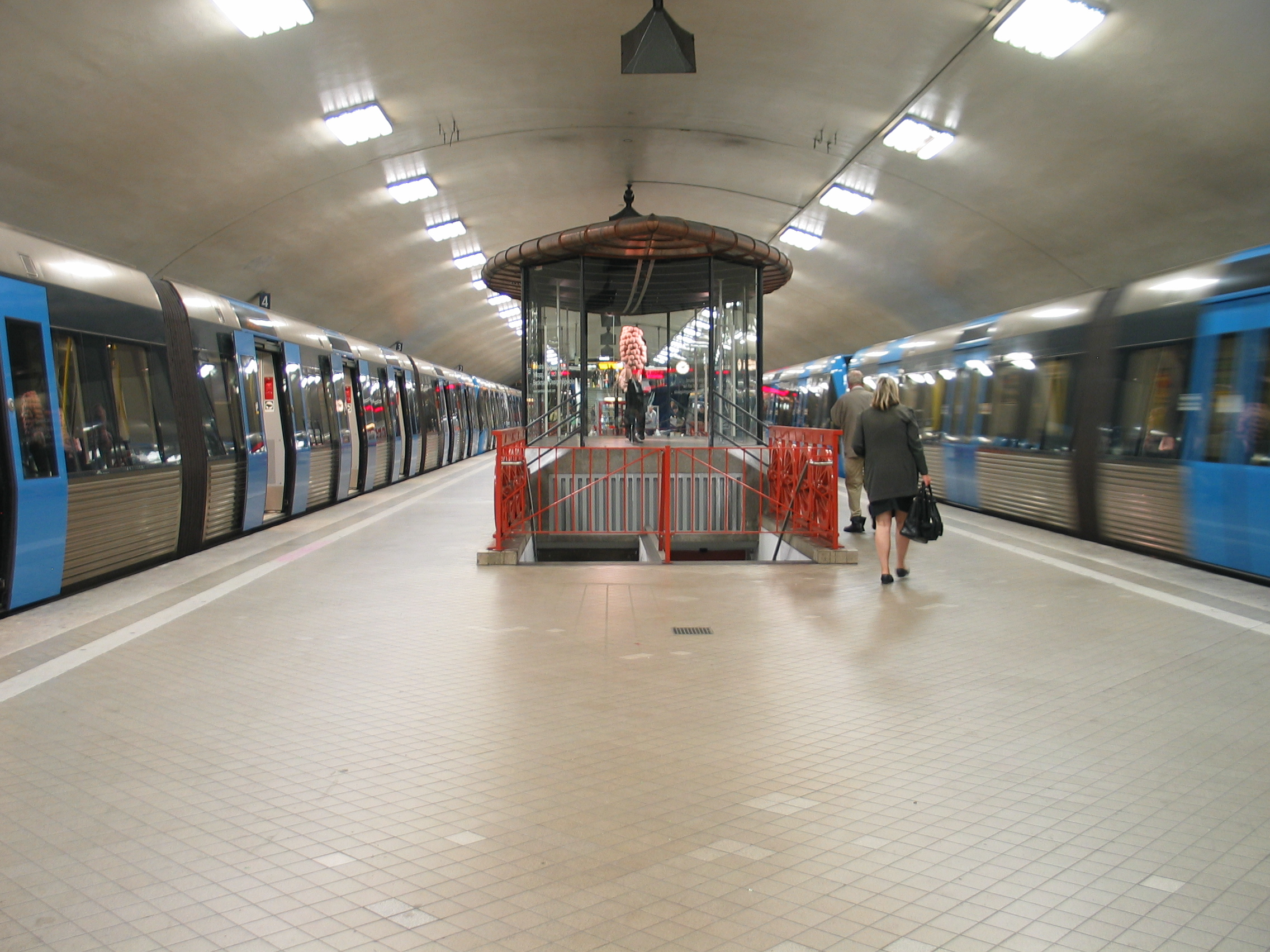

### Intermodalité
La Station Odenplan a une correspondance entre le Métro et le Train de banlieue.